# Brahm van den Berg
Abraham (Brahm) van den Berg (Keulen, 20 mei 1876 – Los Angeles, 5 april 1926) was een pianist.
Hij werd in Keulen geboren tijdens een verblijf aldaar van zijn Antwerpse ouders tandarts Simon van den Berg en Catharina van Stratum. Hijzelf was getrouwd met Bertha Belden (in 1898 in Antwerpen, trouwakte vermeldt zijn geboortejaar 1876), Dolores Babcock en zangeres Bertha Roquette Wakefield (aldus het vreemdelingenregister Antwerpen tijdens inreis).
Al vroeg trok de familie terug richting Antwerpen. Hij kreeg daar les van Edward Keurvels op piano en in harmonieleer. Een latere leraar op de piano van J.B. Stéphany. Hij zette zijn studie voort in Wenen bij Theodor Leschetizky en Anna Jesipova. Hij begon aan een loopbaan als pianovirtuoos en deed de belangrijkste muzieksteden van Europa aan. Zo speelde hij in 1890 in het Concertgebouw te Amsterdam de Fantasie in C majeur (opus 15) van Franz Schubert onder leiding van Willem Kes met zijn Concertgebouworkest. Tijdens het seizoen 1895/1896 was hij repetitor bij de Franse Opera in Antwerpen; de seizoenen daarop (1896-1898) tweede dirigent van de Grote Opera in Algiers. Ondertussen bleef hij optreden als solist. Vanaf 1900 was hij terug in Antwerpen, maar nu bij de Vlaamse Opera, opnieuw tweede dirigent.
Rond 1906 was Brahm van den Berg verbonden aan het College of Music in Cincinnati. In 1912 ondernam hij een tournee door de Verenigde Staten met zangeres Emma Calvé. Vanaf 1913 was hij muziekleraar in Los Angeles, alwaar hij in 1915 trouwde met Bertha Wakefield (aldus Musical America, 14 augustus 1915).
Op 16 november 1919 nam Van den Berg deel aan de Los Angelespremière van het Pianoconcert van Edvard Grieg met het Los Angeles Philharmonic Orchestra onder leiding van Walter Henry Rothwell in de Hollywood Bowl. In 1921 ondernam hij een concertreis door Californië, aldus The Music Trades van 19 maart 1921. 
Variety uit april 1926 meldde dat hij op 5 april 1926 direct na een huisconcert overleed in Los Angeles.
- Library of Congress Control Number: n97850342
- MusicBrainz: 10e5a4db-4dfe-440b-a64d-b762bc201a89
- Nederlandse Thesaurus van Auteursnamen: 422737674
- Virtual International Authority File: 48524232
- WorldCat: E39PBJtcMx3VhQYXhDd6VVgHYP